# Freshly-Picked Tingle's Rosy Rupeeland
Freshly-Picked Tingle's Rosy Rupeeland (tidigare känt som Tingle RPG) är ett spel till Nintendo DS där Tingle (som tidigare har varit med i tre olika The Legend of Zelda-spel) är huvudpersonen. Tingle, som är en 35-årig man, väljer att gå med på Uncle Rupees uppdrag att nå Rupeeland. När han accepterar detta blir Tingle förvandlad till den grönklädda fé som vi är vana att se honom som. Nu blir det Tingles uppdrag att samla Rupees, för att kunna bygga ett torn som ska nå upp till Rupeeland. Till sin hjälp har Tingle två nya karaktärer, nämligen Pinkle, hans assistent och Barkle, hans hund.
Spelet är uppdelat på tre kontinenter, där varje kontinent har ett visst antal öar (som är länkade till varandra med broar). Totalt är det elva öar i spelet. På några av öarna finns där större grottor/tempel som Tingle måste klara av för att kunna avancera i spelet.
Spelet nämns i listan Five Fun and Overlooked Nintendo DS Games som Gameolosophy har tagit fram och hamnade på förstaplats på listan Scariest Box Art av IGN.